# Parochthiphila nigrolineata
Parochthiphila nigrolineata is een vliegensoort uit de familie van de Chamaemyiidae. De wetenschappelijke naam van de soort is voor het eerst geldig gepubliceerd in 1998 door Beschovski & Merz.